# William Shepherd Morrison
Pour les articles homonymes, voir Morrison, Bill Morrison et William Morrison.
William Shepherd Morrison (8 octobre 1893 – 3 février 1961), 1er vicomte Dunrossil, est le quatorzième gouverneur général d'Australie.

## Biographie
Il est né en Écosse et fait ses études à l'Université d'Édimbourg. Il s'engage dans l'armée pendant la Première Guerre mondiale et sert dans un régiment d'artillerie en France où il reçoit la Military Cross. En 1919 il quitte l'armée avec le grade de capitaine. Il est élu député conservateur pour la circonscription de Cirencester and Tewkesbury en 1929. Au Parlement, il reçoit le surnom de "Shakes" en raison de son habitude de citer des phrases de William Shakespeare. Il est président du Comité 1922 de 1932 à 1935.

### Carrière politique
Morrison a une longue carrière ministérielle sous quatre Premiers Ministres: Ramsay MacDonald, Stanley Baldwin, Neville Chamberlain et Winston Churchill.
Il est:
- Secrétaire d'état au ministère de la justice 1931-1935,
- Secrétaire d'état aux finances 1935-1936,
- Ministre de l'Agriculture et des pêches 1936-1939,
- Ministre de l'Alimentation 1939-1940,
- Ministre des Postes et Télécommunications 1940-1943
- Ministre de la Ville et de l'aménagement du territoire 1943-1945.

En 1951, quand les conservateurs reviennent au pouvoir, Morrison est élu Speaker de la Chambre des communes poste qu'il occupe jusqu'en 1959, quand il quitte le Parlement. Comme de tradition pour les speakers, il est nommé vicomte et prend le titre de vicomte Dunrossil.
Il est nommé gouverneur général d'Australie la même année. À cette époque là, l'idée d'un gouverneur général britannique déplaisait de plus en plus en Australie mais le Premier Ministre Libéral, Robert Menzies, voulait à tout prix garder ce lien avec la Grande-Bretagne.
Dunrossil prend ses fonctions le 2 février 1960. Il meurt subitement à Canberra un an plus tard le 3 février 1961. C'est le seul gouverneur général qui soit mort pendant son mandat.